# هيروشي اينو
هيروشي اينو (باليابانية: 井上浩) (و. 1932 – 1989 م) هو عالم نبات، وعالم نباتات لاوعائية، من اليابان، توفي عن عمر يناهز 57 عاماً.